# Queen Harrison
Queen Clay (Queen Quedith Earth Clay, geb. Harrison; * 10. September 1988 in Loch Sheldrake, Sullivan County, New York) ist eine US-amerikanische Hürdenläuferin.
Über 400 Meter Hürden erreichte sie bei den Olympischen Spielen 2008 in Peking und bei den Weltmeisterschaften 2011 in Daegu das Halbfinale.
Über 100 Meter Hürden wurde sie bei den Weltmeisterschaften 2013 in Moskau Fünfte und siegte bei den Panamerikanischen Spielen 2015 in Toronto.
Für die Virginia Tech startend wurde sie 2010 NCAA-Meisterin über 100 und 400 Meter Hürden und NCAA-Hallenmeisterin über 60 Meter Hürden.

## Persönliche Bestzeiten
- 60 m Hürden (Halle): 7,94 s, 27. Februar 2010, Blacksburg
- 100 m Hürden: 12,43 s, 22. Juni 2013,	Des Moines
- 400 m: 52,88 s, 17. Mai 2008, Atlanta
  - Halle: 53,06 s, 27. Februar 2010, Blacksburg
- 400 m Hürden: 54,55 s, 11. Juni 2010, Eugene